# Franz Xaver von Zach
Franz Xaver von Zach (Franz Xaver barone von Zach) (Pest, 4 giugno 1754 – Parigi, 2 settembre 1832) è stato un astronomo ungherese.

## Biografia

L'attraction des montagnes, 1814

Dopo essersi dedicato alla carriera militare nell'impero asburgico, si spostò a Leopoli nel 1776 presso l'osservatorio locale e successivamente a Londra nel 1783 svolgendo l'attività di tutore nella casa dell'ambasciatore sassone, Hans Moritz von Brühl. Nel 1786 venne nominato astronomo di corte da Ernesto II di Sassonia-Gotha-Altenburg diventando direttore dell'osservatorio di Seeberg vicino a Gotha.
Nel 1801 con un'équipe di 24 astronomi iniziò la ricerca del pianeta scomparso (era infatti già stato identificato nel gennaio dello stesso anno da Giuseppe Piazzi ma non si era riusciti a tracciarne l'orbita e quindi lo si era perso) che si doveva trovare fra Marte e Giove. I suoi sforzi si concretizzarono con la riscoperta di Cerere e l'identificazione di altri asteroidi.
Dal 1805 al 1830 visse a Genova, dove pubblicò vari volumi della Correspondance astronomique. Su incarico della Duchessa di Lucca Maria Luisa di Borbone collaborò, nel 1818, alla progettazione della Specola di Marlia.
L'asteroide 999 Zachia e il cratere Zach sulla Luna sono stati denominati in suo onore.

## Opere
- Franz Xaver von Zach, Attraction des montagnes, et ses effets sur les fils a plomb ou sur les niveaux des instrumens d'astronomie, Avignon, François Seguin, 1814. URL consultato il 23 febbraio 2015.
- (FR) Tables abrégées et portatives du soleil, Pisa, Molini & Landi & C., 1809.
- Franz Xaver von Zach, Mèmoire sur le degré du méridien mesuré en Piemont par le père Beccaria, S.l., sn, 1810. URL consultato il 23 febbraio 2015.